# 施泰宁根
施泰宁根是德国莱茵兰-普法尔茨州的一个市镇。总面积7.60平方公里，总人口197人，其中男性95人，女性102人（2011年12月31日），人口密度26人/平方公里。